# Maximum Overdrive
Maximum Overdrive (conocida como La rebelión de las máquinas en España u Ocho días de terror en Hispanoamérica) es una película estadounidense de 1986 escrita y dirigida por Stephen King, protagonizada por Emilio Estévez, Pat Hingle, Laura Harrington y Yeardley Smith. El guion y la película se basó levemente en el relato corto Camiones, del mismo King, publicada en el libro El umbral de la noche. Ha sido la única experiencia de King como director de cine, a pesar de que muchas de sus novelas y relatos han sido llevados a la gran pantalla.
La cinta cuenta cómo el paso de un cometa cerca de la Tierra hace que todos los aparatos eléctricos cobren vida, asesinando a todos los humanos que encuentran a su paso. En una pequeña localidad estadounidense, algunos habitantes intentan salvar sus vidas al ser atacados por una estampida de vehículos que se conducen a sí mismos.
Esta película contiene elementos de humor negro y un tono generalmente cursi, que contrasta con el tema sombrío de King en los libros. La banda sonora corrió a cargo de la banda australiana AC/DC (la banda de hard rock favorita de King), contenida en el álbum Who Made Who.
Maximum Overdrive se estrenó en cines el 25 de julio de 1986, con críticas generalmente negativas de los críticos. Fue nominado a dos premios Golden Raspberry, incluido el de Peor Director por King y el de Peor Actor por Estévez en 1987, pero ambos perdieron ante Prince por la cinta Under the Cherry Moon. En 1988, fue nominada a "Mejor película" en los International Fantasy Film Awards. King repudió la película, describiéndola como una "película tonta" y consideró el proceso como una experiencia de aprendizaje, después de lo cual tenía la intención de no volver a dirigir nunca más.

## Argumento
A medida que la Tierra pasa a través de la estela de un cometa, las máquinas anteriormente inanimadas de repente cobran vida y se vuelven homicidas. En una escena previa al título, un hombre (Stephen King en un cameo) intenta retirar dinero de un cajero automático, pero este en su lugar lo llama "idiota" delante de su esposa (la esposa real de King, Tabitha King). Un puente basculante sube inexplicablemente durante el tráfico denso de la ciudad, lo que resulta en que todos los vehículos sobre el puente caigan al río o que choquen gradualmente a medida que se acumulan rápidamente en la base del puente, lo que resulta en múltiples lesiones y muertes. De pronto, comienza el caos a medida que las máquinas de todo tipo cobran vida y comienzan a atacar a los humanos. En una parada de camiones justo a las afueras de Wilmington, Carolina del Norte, un empleado, Duncan Keller (J. C. Quinn), queda cegado después de que un dispensador de gasolina rocíe diesel en sus ojos. Una camarera, Wanda June (Ellen McElduff), es herida por un cuchillo eléctrico y las máquinas recreativas en la habitación posterior electrocutan a otra víctima. El empleado y exconvicto Bill Robinson (Emilio Estévez) comienza a sospechar que algo anda mal. Mientras tanto, en un partido de béisbol de liga infantil, una máquina expendedora mata al entrenador lanzando refresco enlatado a bocajarro en su entrepierna y luego en su cráneo. Una apisonadora sin conductor aplana a uno de los niños que huyen, pero otro llamado Deke Keller (Holter Graham) (el hijo de Duncan) logra escapar en su bicicleta.
Una pareja recién casada, Connie (Yeardley Smith) y Curtis (John Short), se detienen en una gasolinera, donde una grúa marrón intenta matar a Curtis, pero él y Connie escapan en su automóvil. Deke recorre su ciudad y descubre como los humanos e incluso las mascotas son brutalmente asesinadas por cortadoras de césped, motosierras, secadores de cabello eléctricos, radios de bolsillo y autos de radiocontrol. Un camión de helados sin conductor comienza a acechar a Deke, pero él se esconde del camión en los arbustos hasta que un cortacésped lo persigue mientras vuelve a su bicicleta. De vuelta en la parada de camiones, un camión de la basura rojo corre atropellando a Duncan y golpea el automóvil que pertenece a un vendedor de biblias que es atropellado por un Western Star 4800 negro luciendo una máscara gigante del Duende Verde en su parrilla. Más tarde, todos los grandes camiones de remolque cobran vida y, liderados por el camión Happy Toyz (Duende Verde), rodean la parada de camiones, atrapando al resto de los humanos dentro del restaurante.
Mientras tanto, en la carretera, Connie y Curtis son perseguidos por otro camión, pero lo hacen salirse de esta y acaba explotando. Curtis sugiere que deben llamar a la policía desde la parada de camiones, encontrándola rodeada de camiones. Los dos intentan llegar al estacionamiento a través de un espacio entre los camiones, pero el automóvil es golpeado y volcado. Bill y Brett Graham (Laura Harrington), una autoestopista que vino con el vendedor de biblias, se apresuran a ayudarlos, pero los camiones intentan atacarlos. El jefe de Bill, Bubba Hendershot (Pat Hingle), usa un lanzacohetes M72 LAW que tenía en un búnker escondido debajo del restaurante para destruir muchos de los camiones. Deke llega al anochecer a la parada de camiones e intenta entrar por las alcantarillas, pero no puede debido a la malla de alambre que cubre la abertura. Esa noche, los supervivientes oyen los gritos del vendedor en las alcantarillas, y Bill y Curtis se escabullen para ayudarlo. Deke entra por otra alcantarilla y encuentra al vendedor, creyendo que está muerto, pero de repente salta y ataca a Deke pidiendo ayuda. Bill y Curtis rescatan a Deke, y un camión los persigue de vuelta a las tuberías.
A la mañana siguiente, un bulldozer Caterpillar D7G y un Mule M274 llegan a la parada. Hendershot usa el lanzacohetes para volar la excavadora, pero el Mule dispara su ametralladora M60 acoplada contra el edificio, matando a varios, incluidos Hendershot y a Wanda cuando ella estaba furiosamente ebria con ellos. El Mule exige entonces, a través del envío de señales de código Morse mediante su claxon que Deke descifra, que los humanos deben bombear el diesel de los camiones a cambio de mantenerlos con vida. Los supervivientes pronto se dan cuenta de que se han convertido en esclavos de sus propias máquinas. Bill sugiere que se escapen a una isla local cerca de la costa, donde no se permiten vehículos o máquinas; y mientras descansan, teoriza acerca de que el cometa es en realidad un artefacto empleado por alienígenas para controlar las máquinas y destruir a la humanidad, permitiendo así que ellos puedan repoblar la Tierra.
Durante una recarga de combustible, Bill introduce una granada en el Mule, lo destruye y luego lleva al grupo fuera del restaurante a través del alcantarillado hasta la carretera principal justo cuando los camiones destruyen por completo la parada de camiones y los supervivientes son perseguidos hasta los muelles por el camión Duende Verde. Intentan esconderse detrás de un restaurante, pero un menú electrónico emite un anuncio mediante una voz electrónica de "humanos aquí", hasta que Deke usa la ametralladora para destruir el letrero. El mismo camión de helados que acechaba a Deke se precipita hacia ellos, pero Curtis y Brett lo destruyen con ametralladoras. El equipo llega a los muelles y el camión Duende Verde los sigue, logrando matar al camionero Brad (Leon Rippy) después de que robara un gran anillo de diamantes de un cadáver femenino en un automóvil. Bill decide destruir el camión Duende Verde de una vez por todas con un golpe directo del lanzacohetes M72 LAW antes de zarpar hacia un lugar seguro con los demás.
Al final, se explica que el OVNI fue destruido por un "satélite meteorológico" soviético, convenientemente equipado con misiles nucleares de clase IV y un cañón láser. Seis días después, la Tierra abandona la estela del cometa y los supervivientes continúan con vida.

## Reparto
| Actor              | Personaje                      |
| ------------------ | ------------------------------ |
| Emilio Estévez     | Bill Robinson                  |
| Pat Hingle         | Bubba Hendershot               |
| Laura Harrington   | Brett Graham                   |
| Yeardley Smith     | Connie                         |
| John Short         | Curtis                         |
| Ellen McElduff     | Wanda June                     |
| Frankie Faison     | Handy                          |
| Leon Rippy         | Brad                           |
| Christopher Murney | Camp Loman                     |
| J. C. Quinn        | Duncan Keller                  |
| Holter Graham      | Deke Keller                    |
| Barry Bell         | Steve Gayton                   |
| Patrick Miller     | Joey                           |
| J. Don Ferguson    | Andy                           |
| Stephen King       | hombre en el cajero            |
| Tabitha King       | esposa del hombre en el cajero |

## Producción
La película fue la primera realizada por Embassy Pictures después de que fuera comprada por Dino De Laurentiis. La fotografía principal comenzó a principios de mayo de 1985, en Wilmington, Carolina del Norte y sus alrededores, cuando De Laurentiis operaba un gran complejo de estudios en la zona. De Laurentiis eligió el lugar porque era un "estado con derecho al trabajo", lo que significa que podía contratar equipos no sindicalizados, lo que reduciría en gran medida los costos de producción.
Sería el debut como director del escritor Stephen King, que tenía un contrato de tres películas con De Laurentiis. En una entrevista de 2002 con Tony Magistrale para el libro Hollywood's Stephen King, el primer director King declaró que "estaba loco durante toda la producción, y ... realmente no sabía lo que [él] estaba haciendo". El traductor en el set, Roberto Croci, no recordaba el consumo de cocaína de King, pero recuerda que bebía desde temprano en la mañana hasta tarde en la noche: "Nunca lo vi. No lo vi, pero sí sabía que estaba borracho. A las 6 de la mañana tenemos un pase de lista y él está bebiendo cervezas. Y a las 8:30, está en su décima cerveza.
En una proyección para fanáticos en 2021, Jock Brandis, el conductor de la película, le dijo a la audiencia que King montó una motocicleta de Maine a Wilmington, para poder viajar junto a camiones en la carretera. Quería tener una mejor idea de lo aterradores que podían ser los grandes camiones cuando estaban muy cerca y conocer mejor sus fuertes sonidos y movimientos. Cuando King llegó al estudio en su bicicleta para la reunión de producción inicial, los guardias de seguridad no lo dejaron pasar por la puerta principal porque no creían que fuera parte de ninguna producción que se llevara a cabo en el lote. Su aspecto era desaliñado y estaba divagando sobre una película que iba a dirigir sobre camiones asesinos que habían cobrado vida debido a un cometa espacial. Se le concedió acceso al lote del estudio después de que Brandis señaló que las placas de su motocicleta eran de Maine. Brandis, quien había trabajado con De Laurentiis en la adaptación filmográfica de King La zona muerta de David Cronenberg, se encargó de muchos trabajos que normalmente no se dan a un gaffer de cine. De Laurentiis creía erróneamente que Brandis podía hablar italiano y que podría cerrar la brecha lingüística entre el director de fotografía italiano Armando Nannuzzi y el equipo local. Nannuzzi había trabajado anteriormente en Wilmington con De Laurentiis en la película de antología Cat's Eye y luchaba con la comunicación a lo largo de la película, a menudo asintiendo y respondiendo "sí, sí, sí" a cada pregunta. Además de ser el técnico de iluminación en jefe de la producción, Brandis adquirió muchos de los camiones utilizados en la producción, la mayoría de los cuales aún presentaban nombres de empresas locales reales en las cabinas y los remolques. Brandis también aparece en las escenas iniciales de la película, conduciendo un camión volquete Ford F-Series de 1968 sobre el puente levadizo Isabella Holmes cuando se abre.
King originalmente quería que Bruce Springsteen interpretara el papel de Bill Robinson. Springsteen era desconocido para De Laurentiis, por lo que De Laurentiis contrató personalmente al "hijo de Martin (Sheen)", Emilio Estévez. Se cree que la insistencia de De Laurentiis en que Estévez participara en la película fue cuando King se desilusionó con la producción. King trató de crear un ambiente positivo para el equipo, en un momento alquiló un teatro completo para proyectar películas clásicas como Godzilla y La noche de los muertos vivientes. Proporcionó refrigerios gratuitos y comentarios personales durante cada película. King también participaría en carreras de carritos de golf en el lote del estudio durante el tiempo de inactividad.
Muchas elecciones de vestuario y efectos especiales fueron hechas personalmente por De Laurentiis. Durante una proyección diaria de la primera escena de Laura Harrington, De Laurentiis se molestó porque ella estaba usando jeans y se escribió una nueva escena para que pudiera convertirse en algo más revelador durante el resto de la película. El set "Dixie Boy Truck Stop" se construyó junto a la US-17/74, al otro lado del río Cape Fear cerca de Wilmington, era un lugar especialmente diseñado, existente específicamente para la película. El terreno es ahora un área de almacenamiento de propiedad privada. Todas las escenas interiores se filmaron en las instalaciones del estudio con sede en Wilmington de De Laurentiis, que en ese momento se llamaba "DEG" o De Laurentiis Entertainment Group. Una de las icónicas cabezas del Duende Verde de la cabina del camión Happy Toyz permaneció en el lote del estudio hasta mediados de la década de 1990, cuando se vendió a un coleccionista privado.
Mientras filmaba la escena en la que un cortacésped cobra vida en un vecindario residencial, Nannuzzi fue golpeado en el ojo derecho, por una gran astilla de madera que se había alojado en la cuchilla. Según la asistente de cámara Silvia Giulietti, explixa que estaban "filmando una escena en la que un cortacésped, la máquina que corta el césped, perseguía a un niño para matarlo. Y pusimos la cámara en el suelo con un trozo de madera debajo para encajar, ¿vale? Recuerdo que Nannuzzi le pregunta a King: "¿Podemos sacar las cuchillas?", pero King le dice: "No, no, me gusta verlas". Nannuzzi dice: "Pero no las vemos en el tiro", pero King le replicó: "No, no, mejor que lo dejes". El departamento de efectos especiales también había sugerido quitar la cuchilla por razones de seguridad, pero King siguió insistiendo en que se quedara, para que la escena pareciera más realista. Nannuzzi fue trasladado en helicóptero desde el set y luego trasladado a un hospital en Raleigh, donde finalmente perdió el ojo. La producción se detuvo por un breve período, pero Nannuzzi regresó para terminar la película. Después de que se estrenó la película, Nannuzzi demandó a King, De Laurentiis Productions y otras dieciséis personas involucradas en la película por $18,000,000. La demanda se presentó en Nueva York, ya que King y muchos de los otros demandados a menudo hacían negocios en ese estado. El caso se resolvió más tarde. y Nannuzzi continuó trabajando en películas después de su accidente, pero creía que nunca más sería considerado para proyectos de gran presupuesto, ya que los productores no querrían un camarógrafo sin percepción de profundidad. Regresó a Italia, donde trabajó hasta su jubilación en 1998 y falleció el 14 de mayo de 2001. Durante parte del trabajo de producción del estudio, Wilmington fue rozado por el huracán Gloria. Los vientos y la lluvia eran muy fuertes, y los equipos crearon una competencia para ver quién podía pasar de un escenario a otro sin ser volado. La producción finalmente se detuvo nuevamente por un breve tiempo mientras pasaba la tormenta y se podía evaluar el daño del lote del estudio.
El actor Pat Hingle, que interpretó al dueño de Dixie Boy, Bubba Hendershot, se mudó a Wilmington después de que terminó la producción. Vivió en las cercanías de Carolina Beach hasta su muerte en 2009.

## Recepción
Jon Pareles de The New York Times escribió que "al hacer que la malevolencia de las máquinas lo abarque todo, tan amoral, el Sr. King pierde el impulso de la retribución en mejores películas de terror. En su mayor parte, ha tomado una noción prometedora: nuestra dependencia de nuestras máquinas, y lo convirtió en una larga película de autos, pasando de configuraciones a fallas". Variety lo llamó "el tipo de película a la que el público quiere responder, el tipo que tira la credibilidad por la ventana a favor de la manipulación grosera. Desafortunadamente, el maestro manipulador Stephen King, que hace su debut como director con su propio guion, no logra crea un ambiente lo suficientemente convincente para hacer que el tipo de tonterías que ofrece aquí sean creíbles o divertidas". Patrick Goldstein de Los Angeles Times escribió: "Mientras King está jugando con sus máquinas enloquecidas, la película mantiene una cierta cantidad de tensión ominosa, pero tan pronto como el autor dirige su atención a sus actores, la delgada trama de la película se vuelve flácida... peor aún, la película nunca cobra impulso ni nos sacude con sacudidas inesperadas de horror". Escribiendo en el Chicago Tribune, Rick Kogan le dio a la película 1 estrella de 4 y la llamó "un desastre de película", afirmando además que "la dirección de King es de mano dura y su diálogo trillado y rígido". Paul Attanasio de The Washington Post escribió que la película "Tonka cruza el piso de la sala y dice '¡Vaya!' excepto en una escala algo mayor" y agregó que como director, Stephen King "demuestra que no tiene ni una pizca de estilo visual, la más vaga idea de cómo dirigir actores o el sentido de que Dios le dio una toronja".
Maximum Overdrive recibió críticas generalmente negativas, con un ranking en el sitio Rotten Tomatoes del 17%. En Metacritic, la película tiene una puntuación del 24% según las reseñas de 8 críticos, lo que indica "críticas generalmente desfavorables". El público encuestado por CinemaScore le dio a la película una calificación D+ en una escala de A a F.
En la publicación anual TV Movie Guide de Leonard Maltin, la película recibe una calificación de "BOMBA". La película recibió dos nominaciones a los premios Golden Raspberry, para Emilio Estevez al peor actor y a Stephen King al peor director.
John Clute y Peter Nicholls han ofrecido una revaluación modesta de Maximum Overdrive, admitiendo los muchos defectos de la película, pero argumentando que varias escenas muestran suficiente estilo visual para sugerir que King no carecía del todo de su talento como director.

## Remake potencial
En octubre de 2020, el hijo de King, Joe Hill, expresó interés en escribir y dirigir una nueva versión de Maximum Overdrive con algunas modificaciones al material original.